# McMillan Island Indian Reserve 6
McMillan Island Indian Reserve 6 är ett reservat i Kanada.   Det ligger i provinsen British Columbia, i den södra delen av landet, 3 500 km väster om huvudstaden Ottawa.
I omgivningarna runt McMillan Island Indian Reserve 6 växer i huvudsak barrskog. Runt McMillan Island Indian Reserve 6 är det tätbefolkat, med 297 invånare per kvadratkilometer.